# Bohumil Šimon (politik KSČ)
Bohumil Šimon (2. října 1920 Ločenice – 21. listopadu 2003 Praha) byl český a československý ekonom a politik Komunistické strany Československa, během pražského jara v roce 1968 představitel reformního křídla KSČ, poslanec České národní rady, za normalizace odstraněn z politických funkcí.

## Biografie
Původní profesí byl dělníkem. V letech 1951–1965 pracoval na ekonomickém úseku ÚV KSČ. V roce 1963 vystudoval Vysokou školu ekonomickou v Praze a od tohoto roku působil na postu tajemníka ekonomické komise ÚV KSČ. V letech 1965–1968 byl vedoucím ekonomického oddělení ÚV KSČ. Podílel se na projektu ekonomických reforem a byl autorem koncepce zkrácení pracovní doby v ČSSR.
XIII. sjezd KSČ v roce 1966 ho zvolil za člena Ústředního výboru Komunistické strany Československa.
Během pražského jara patřil mezi hlavní představitele reformního křídla KSČ. Byl spoluautorem Akčního programu KSČ. Podílel se coby Vedoucí tajemník Městského výboru KSČ v Praze (ve funkcí od dubna 1968 do června 1969) na přípravách vzniku Komunistické strany českých zemí, o jejímž zřízení se uvažovalo v souvislosti s projektem federalizace Československa.
V červenci 1968 se stal poslancem nově zřízené České národní rady.
Jeho kariéra vyvrcholila bezprostředně po invazi vojsk Varšavské smlouvy do Československa. Během okupace byl unesen sovětskými jednotkami do Sovětského svazu. Vysočanský sjezd KSČ v srpnu 1968 ho mezitím potvrdil jako člena ÚV KSČ. Zúčastnil se moskevských jednání, jejíchž výsledkem byl podpis Moskevského protokolu. 27. srpna pak Šimon informoval ÚV KSČ o výsledcích moskevských jednání. Zároveň byl koncem srpna kooptován do Předsednictva ÚV KSČ.
V období června a srpna 1968 byl rovněž kandidátem Předsednictva ÚV KSČ a od srpna 1968 do dubna 1969 i členem Předsednictva. Po nástupu normalizace byl ale vytlačen politických funkcí. ÚV KSČ ho zařadil na seznam „představitelů a exponentů pravice“. Ještě v květnu 1969 se účastnil jako oficiální člen československé delegace prvomájových oslav v Moskvě. Z funkce člena ÚV KSČ byl uvolněn 26. září 1969. V listopadu 1969 se rovněž uvádí mezi poslanci ČNR, kteří od poslední schůze rezignovali na svůj mandát.
V roce 1969 byl vyloučen z KSČ. V letech 1969–1984 pracoval v Státním ústavu pro rekonstrukci památkových měst a objektů.
Za normalizace byl signatářem Charty 77.

## Dílo
- Klobouk od Brežněva. Praha: Periskop, 1997. 181 s. ISBN 80-902233-1-1.